# Поиск новизны
Поиск новизны (англ. novelty seeking, NS) — одна из четырёх черт личности, определяемая с помощью инструментов, разработанных Робертом Клонингером: трёхфакторного личностного опросника (TPQ) и опросника темперамента и характера (TCI).
Поиск новизны связывают с исследовательской активностью в ответ на стимуляцию неизведанным. Характеризуется импульсивностью в принятии решений, экстравагантностью в выборе вознаграждающих сигналов, быстрой потерей самообладания и желанием избежать разочарования.
Подобно другим личностным чертам, данную черту считают в высшей степени наследственной. Предполагают, что высокая степень выраженности черты связана с высокой дофаминергической активностью.
В пересмотренной версии опросника темперамента и характера, поиск новизны состоит из сочетания, определяемого по 4 шкалам:
1. Поисковое возбуждение (NS1)
2. Импульсивность (NS2)
3. Экстравагантность (NS3)[3]
4. Отсутствие упорядоченности (NS4).

## Связь с другими чертами личности
Исследование показало, что поиск новизны имеет обратные связи с другими чертами темперамента и характера, в частности с желанием избежать разочарования и более умеренной собственной целеустрёмлённостью. Поиск новизны напрямую связан с пятифакторной моделью экстравертивного человека и в меньшей степени — с исследовательской активностью и обратно связан с добросовестностью. По пятифакторной модели личности Цукермана, поиск новизны прямо связан с импульсивным поиском впечатлений и по мнению Айзенка — с психотизмом.